# Collegio di Eastleigh
Eastleigh è un collegio elettorale inglese situato nell'Hampshire rappresentato alla Camera dei comuni del parlamento del Regno Unito. Elegge un membro del parlamento con il sistema maggioritario a turno unico; l'attuale parlamentare è Liz Jarvis dei Liberal Democratici, che rappresenta il collegio dal 2024.

## Estensione

Eastleigh dal 2010 al 2024

- 1955-1974: il Municipal Borough di  Eastleigh, la parrocchia civile del distretto rurale di New Forest di Eling and Netley Marsh, le parrocchie civili del distretto rurale di Romsey and Stockbridge di Ampfield, Chilworth, North Baddesley e Nursling and Rownhams, e le parrocchie civili del distretto rurale di Winchester di Botley, Bursledon, Hamble, Hedge End, Hound e West End.
- 1974-1983: i Municipal Borough di Eastleigh e Romsey, le parrocchie civili del distretto rurale di Romsey and Stockbridge di Ampfield, Braishfield, Chilworth, Melchet Park and Plaitford, Michelmersh, North Baddesley, Nursling and Rownhams, Romsey Extra, Sherfield English e Wellow, e le parrocchie civili del distretto rurale di Winchester di Botley, Bursledon, Hamble, Hedge End, Hound e West End.
- 1983-1997: il borgo di Eastleigh e il ward della Città di Southampton di Woolston.
- 1997-2010: i ward del borgo di Eastleigh di Bishopstoke, Botley, Bursledon, Eastleigh Central, Eastleigh North, Eastleigh South, Eastleigh West, Fair Oak, Hamble, Hedge End St John's, Hedge End Wildern, Hound, West End North e West End South.
- 2010-2024: i ward del borgo di Eastleigh di Bishopstoke East, Bishopstoke West, Botley, Bursledon and Old Netley, Eastleigh Central, Eastleigh North, Eastleigh South, Fair Oak and Horton Heath, Hamble-le-Rice and Butlocks Heath, Hedge End Grange Park, Hedge End St John’s, Hedge End Wildern, Netley Abbey, West End North e West End South.
- dal 2024: i ward del borgo di Eastleigh di Bishopstoke, Chandler’s Ford, Eastleigh Central, Eastleigh North, Eastleigh South, Fair Oak and Horton Heath, Hiltingbury, West End North e West End South e il ward di Valley Park del borgo di Test Valley.

Il collegio sorge in una lunga striscia ad est di Southampton, nell'Hampshire, e si estende da Eastleigh fino al centro costiero di Hamble, e comprende tutto il Borough di Eastleigh ad eccezione della città di Chandler's Ford, che si trova nel collegio di Winchester.

## Membri del parlamento
| Elezione | Elezione         | Deputato      | Partito             |
| -------- | ---------------- | ------------- | ------------------- |
|          | 1955             | David Price   | Conservatore        |
| 1992     | Stephen Milligan |               | Conservatore        |
|          | 1994 (S)         | David Chidgey | Liberal Democratici |
| 2005     | Chris Huhne      |               | Liberal Democratici |
| 2013 (S) | Mike Thornton    |               | Liberal Democratici |
|          | 2015             | Mims Davies   | Conservatore        |
| 2019     | Paul Holmes      |               | Conservatore        |
|          | 2024             | Liz Jarvis    | Liberal Democratici |

## Elezioni

### Elezioni negli anni 2020
| Partito                    | Partito                                         | Candidato                  | Risultati 4 luglio 2024 | Risultati 4 luglio 2024 |
| Partito                    | Partito                                         | Candidato                  | Voti                    | %                       |
| -------------------------- | ----------------------------------------------- | -------------------------- | ----------------------- | ----------------------- |
|                            | Lib Dem                                         | Liz Jarvis                 | 15 970                  | 34,40                   |
|                            | Conservatore                                    | Samuel Joynson             | 14 424                  | 31,07                   |
|                            | Laburista                                       | Daniel Shearer             | 7 005                   | 15,09                   |
|                            | Reform UK                                       | Clare Fawcett              | 6 151                   | 13,25                   |
|                            | Verdi                                           | Ben Parry                  | 2 403                   | 5,18                    |
|                            | =Indipendente                                   | Russ Kitching              | 467                     | 1,01                    |
|                            |                                                 |                            |                         |                         |
| Iscritti                   | Iscritti                                        | Iscritti                   | 69 965                  | 100,00                  |
| ↳ Votanti (% su iscritti)  | ↳ Votanti (% su iscritti)                       | ↳ Votanti (% su iscritti)  | 46 420                  | 66,35                   |
| ↳ Astenuti (% su iscritti) | ↳ Astenuti (% su iscritti)                      | ↳ Astenuti (% su iscritti) | 23 545                  | 33,65                   |
|                            |                                                 |                            |                         |                         |
|                            | Esito: collegio passa da Conservatore a Lib Dem |                            |                         |                         |

### Elezioni negli anni 2010
| Partito                    | Partito                                   | Candidato                  | Risultati 12 dicembre 2019 | Risultati 12 dicembre 2019 |
| Partito                    | Partito                                   | Candidato                  | Voti                       | %                          |
| -------------------------- | ----------------------------------------- | -------------------------- | -------------------------- | -------------------------- |
|                            | Conservatore                              | Paul Holmes                | 32 690                     | 55,43                      |
|                            | Lib Dem                                   | Lynda Murphy               | 17 083                     | 28,97                      |
|                            | Laburista                                 | Sam Jordan                 | 7 559                      | 12,82                      |
|                            | Verdi                                     | Ron Meldrum                | 1 639                      | 2,78                       |
|                            |                                           |                            |                            |                            |
| Iscritti                   | Iscritti                                  | Iscritti                   | 83 880                     | 100,00                     |
| ↳ Votanti (% su iscritti)  | ↳ Votanti (% su iscritti)                 | ↳ Votanti (% su iscritti)  | 58 971                     | 70,30                      |
| ↳ Astenuti (% su iscritti) | ↳ Astenuti (% su iscritti)                | ↳ Astenuti (% su iscritti) | 24 909                     | 29,70                      |
|                            |                                           |                            |                            |                            |
|                            | Esito: collegio confermato a Conservatore |                            |                            |                            |

| Partito                    | Partito                                   | Candidato                  | Risultati 8 giugno 2017 | Risultati 8 giugno 2017 |
| Partito                    | Partito                                   | Candidato                  | Voti                    | %                       |
| -------------------------- | ----------------------------------------- | -------------------------- | ----------------------- | ----------------------- |
|                            | Conservatore                              | Mims Davies                | 28 889                  | 50,43                   |
|                            | Lib Dem                                   | Mike Thornton              | 14 710                  | 25,68                   |
|                            | Laburista                                 | Jill Payne                 | 11 454                  | 20,00                   |
|                            | UKIP                                      | Malcolm Jones              | 1 477                   | 2,58                    |
|                            | Verdi                                     | Ron Meldrum                | 750                     | 1,31                    |
|                            |                                           |                            |                         |                         |
| Iscritti                   | Iscritti                                  | Iscritti                   | 81 210                  | 100,00                  |
| ↳ Votanti (% su iscritti)  | ↳ Votanti (% su iscritti)                 | ↳ Votanti (% su iscritti)  | 57 416                  | 70,70                   |
| ↳ Astenuti (% su iscritti) | ↳ Astenuti (% su iscritti)                | ↳ Astenuti (% su iscritti) | 23 794                  | 29,30                   |
|                            |                                           |                            |                         |                         |
|                            | Esito: collegio confermato a Conservatore |                            |                         |                         |

| Partito                    | Partito                                         | Candidato                  | Risultati 7 maggio 2015 | Risultati 7 maggio 2015 |
| Partito                    | Partito                                         | Candidato                  | Voti                    | %                       |
| -------------------------- | ----------------------------------------------- | -------------------------- | ----------------------- | ----------------------- |
|                            | Conservatore                                    | Mims Davies                | 23 464                  | 42,27                   |
|                            | Lib Dem                                         | Mike Thornton              | 14 317                  | 25,79                   |
|                            | UKIP                                            | Patricia Culligan          | 8 783                   | 15,82                   |
|                            | Laburista                                       | Mark Latham                | 7 181                   | 12,94                   |
|                            | Verdi                                           | Ron Meldrum                | 1 513                   | 2,73                    |
|                            | Beer, Baccy and Scratchings                     | Ray Hall                   | 133                     | 0,24                    |
|                            | TUSC                                            | Declan Clune               | 114                     | 0,21                    |
|                            |                                                 |                            |                         |                         |
| Iscritti                   | Iscritti                                        | Iscritti                   | 79 406                  | 100,00                  |
| ↳ Votanti (% su iscritti)  | ↳ Votanti (% su iscritti)                       | ↳ Votanti (% su iscritti)  | 55 505                  | 69,90                   |
| ↳ Astenuti (% su iscritti) | ↳ Astenuti (% su iscritti)                      | ↳ Astenuti (% su iscritti) | 23 901                  | 30,10                   |
|                            |                                                 |                            |                         |                         |
|                            | Esito: collegio passa da Lib Dem a Conservatore |                            |                         |                         |

| Partito                    | Partito                              | Candidato                  | Risultati 28 febbraio 2013 | Risultati 28 febbraio 2013 |
| Partito                    | Partito                              | Candidato                  | Voti                       | %                          |
| -------------------------- | ------------------------------------ | -------------------------- | -------------------------- | -------------------------- |
|                            | Lib Dem                              | Mike Thornton              | 13 342                     | 32,06                      |
|                            | UKIP                                 | Diane James                | 11 571                     | 27,80                      |
|                            | Conservatore                         | Maria Hutchings            | 10 559                     | 25,37                      |
|                            | Laburista                            | John O'Farrell             | 4 088                      | 9,82                       |
|                            | Indipendente                         | Danny Stupple              | 768                        | 1,85                       |
|                            | National Health Action               | Iain Maclennan             | 392                        | 0,94                       |
|                            | Beer, Baccy and Crumpet Party        | Ray Hall                   | 235                        | 0,56                       |
|                            | Cristiano                            | Kevin Milburn              | 163                        | 0,39                       |
|                            | Monster Raving Loony                 | Howling Laud Hope          | 136                        | 0,33                       |
|                            | Peace                                | Jim Duggan                 | 128                        | 0,31                       |
|                            | Elvis Loves Pets                     | David Bishop               | 72                         | 0,17                       |
|                            | Democratici                          | Michael Walters            | 70                         | 0,17                       |
|                            | TUSC                                 | Daz Procter                | 62                         | 0,15                       |
|                            | Wessex Regionalist                   | Colin Bex                  | 30                         | 0,07                       |
|                            |                                      |                            |                            |                            |
| Iscritti                   | Iscritti                             | Iscritti                   | 78 799                     | 100,00                     |
| ↳ Votanti (% su iscritti)  | ↳ Votanti (% su iscritti)            | ↳ Votanti (% su iscritti)  | 41 616                     | 52,81                      |
| ↳ Astenuti (% su iscritti) | ↳ Astenuti (% su iscritti)           | ↳ Astenuti (% su iscritti) | 37 183                     | 47,19                      |
|                            |                                      |                            |                            |                            |
|                            | Esito: collegio confermato a Lib Dem |                            |                            |                            |

| Partito                    | Partito                              | Candidato                  | Risultati 6 maggio 2010 | Risultati 6 maggio 2010 |
| Partito                    | Partito                              | Candidato                  | Voti                    | %                       |
| -------------------------- | ------------------------------------ | -------------------------- | ----------------------- | ----------------------- |
|                            | Lib Dem                              | Chris Huhne                | 24 966                  | 46,53                   |
|                            | Conservatore                         | Maria Hutchings            | 21 102                  | 39,33                   |
|                            | Laburista                            | Leo Barraclough            | 5 153                   | 9,60                    |
|                            | UKIP                                 | Ray Finch                  | 1 933                   | 3,60                    |
|                            | Democratici                          | Tony Pewsey                | 249                     | 0,46                    |
|                            | Indipendente                         | Dave Stone                 | 154                     | 0,29                    |
|                            | Liberali Nazionali                   | Keith Low                  | 93                      | 0,17                    |
|                            |                                      |                            |                         |                         |
| Iscritti                   | Iscritti                             | Iscritti                   | 77 417                  | 100,00                  |
| ↳ Votanti (% su iscritti)  | ↳ Votanti (% su iscritti)            | ↳ Votanti (% su iscritti)  | 53 650                  | 69,30                   |
| ↳ Astenuti (% su iscritti) | ↳ Astenuti (% su iscritti)           | ↳ Astenuti (% su iscritti) | 23 767                  | 30,70                   |
|                            |                                      |                            |                         |                         |
|                            | Esito: collegio confermato a Lib Dem |                            |                         |                         |

### Elezioni negli anni 2000
| Partito                    | Partito                              | Candidato                  | Risultati 5 maggio 2005 | Risultati 5 maggio 2005 |
| Partito                    | Partito                              | Candidato                  | Voti                    | %                       |
| -------------------------- | ------------------------------------ | -------------------------- | ----------------------- | ----------------------- |
|                            | Lib Dem                              | Chris Huhne                | 19 216                  | 38,61                   |
|                            | Conservatore                         | Conor Burns                | 18 648                  | 37,47                   |
|                            | Laburista                            | Chris Watt                 | 10 238                  | 20,57                   |
|                            | UKIP                                 | Christopher Murphy         | 1 669                   | 3,35                    |
|                            |                                      |                            |                         |                         |
| Iscritti                   | Iscritti                             | Iscritti                   | 76 807                  | 100,00                  |
| ↳ Votanti (% su iscritti)  | ↳ Votanti (% su iscritti)            | ↳ Votanti (% su iscritti)  | 49 771                  | 64,80                   |
| ↳ Astenuti (% su iscritti) | ↳ Astenuti (% su iscritti)           | ↳ Astenuti (% su iscritti) | 27 036                  | 35,20                   |
|                            |                                      |                            |                         |                         |
|                            | Esito: collegio confermato a Lib Dem |                            |                         |                         |

| Partito                    | Partito                              | Candidato                  | Risultati 7 giugno 2001 | Risultati 7 giugno 2001 |
| Partito                    | Partito                              | Candidato                  | Voti                    | %                       |
| -------------------------- | ------------------------------------ | -------------------------- | ----------------------- | ----------------------- |
|                            | Lib Dem                              | David Chidgey              | 19 360                  | 40,70                   |
|                            | Conservatore                         | Conor Burns                | 16 302                  | 34,27                   |
|                            | Laburista                            | Sam Jaffa                  | 10 426                  | 21,92                   |
|                            | UKIP                                 | Stephen Challis            | 849                     | 1,78                    |
|                            | Verdi                                | Martha Lyn                 | 636                     | 1,34                    |
|                            |                                      |                            |                         |                         |
| Iscritti                   | Iscritti                             | Iscritti                   | 74 565                  | 100,00                  |
| ↳ Votanti (% su iscritti)  | ↳ Votanti (% su iscritti)            | ↳ Votanti (% su iscritti)  | 47 573                  | 63,80                   |
| ↳ Astenuti (% su iscritti) | ↳ Astenuti (% su iscritti)           | ↳ Astenuti (% su iscritti) | 26 992                  | 36,20                   |
|                            |                                      |                            |                         |                         |
|                            | Esito: collegio confermato a Lib Dem |                            |                         |                         |

## Risultati dei referendum

### Referendum sulla permanenza del Regno Unito nell'Unione europea del 2016
|             | Collegio  | Lasciare UE % | Rimanere in UE % |
| ----------- | --------- | ------------- | ---------------- |
|             | Eastleigh | 54,0%         | 46,0%            |
| Inghilterra | 53,3%     | 46,7%         |                  |
| Regno Unito | 51,9%     | 48,1%         |                  |